# Lamprosema calligraphalis
Lamprosema calligraphalis là một loài bướm đêm trong họ Crambidae.